# Anthony Gerrard
Anthony Gerrard (* 6. Februar 1986 in Huyton) ist ein ehemaliger englisch-irischer Fußballspieler. Er ist ein Cousin von Steven Gerrard.

## Vereinskarriere
Gerrard begann seine Karriere in der Jugendabteilung des FC Everton. Im Jahr 2004 spielte er per Leihe bei Accrington Stanley. Nachdem er für Everton in der Premier League nicht zum Zug gekommen war, wechselte er 2005 zunächst per Leihe und später fest zum FC Walsall. Bis 2009 war er eine feste Größe im Walsall-Team, bis er zum walisischen Hauptstadtverein Cardiff City wechselte. 2010 wurde er an Hull City ausgeliehen und zum Spieler der Saison 2010/11 gewählt. Ab 2012 stand er beim Zweitligisten Huddersfield Town unter Vertrag, ehe er sich im März 2015 auf Leihbasis Oldham Athletic anschloss. Noch im selben Jahr verließ er Huddersfield endgültig und unterzeichnete einen Vertrag bei Shrewsbury Town. Nachdem Gerrard seinen Vertrag dort im Januar 2016 auflöste, spielt er erneut für Oldham Athletic.

## Internationale Karriere
Durch die Herkunft seiner Großeltern ist Gerrard für die irische Fußballnationalmannschaft spielberechtigt. Dort absolvierte er zwei Spiele für die U-18.